# ASL航空フランス
ASL航空フランス（ASLこうくうフランス、英: ASL Airlines France）、旧ヨーロッパ・エアポスト（Europe Airpost）は、フランス共和国の航空会社である。およそ1時間で旅客便と貨物便の切替が可能なボーイング737-300QC ("Quick Change") を中心として夜間は郵便・貨物便、その他時間帯は他の航空会社やツアーオペレーター向けのチャーター便や定期旅客便を運航している。拠点空港はパリ＝シャルル・ド・ゴール空港である。

## 歴史
ASL航空フランスのルーツは1918年に設立され、ジャン・メルモーズやアントワーヌ・ド・サン＝テグジュペリが務めていたコンパニー・ジェネラル・アエロポスタルである。その後アエロポスタルはエールフランスとなり、フランス郵政公社が自身の郵便サービスのために運航を開始した2000年にエールフランスとは別にヨーロッパ・エアポストとなった。2008年3月14日、アイルランドのASL航空が正式に航空会社を買収した。なお、機体塗装とコールサインはヨーロッパ・エアポスト時代の物を引き継いで使用している。2007年3月現在の従業員数は400人である。
その後2015年6月4日にヨーロッパ・エアポストの親会社ASL航空グループは、ヨーロッパ・エアポストをASL航空フランスとしてリブランドすることを発表した。

## 保有機材

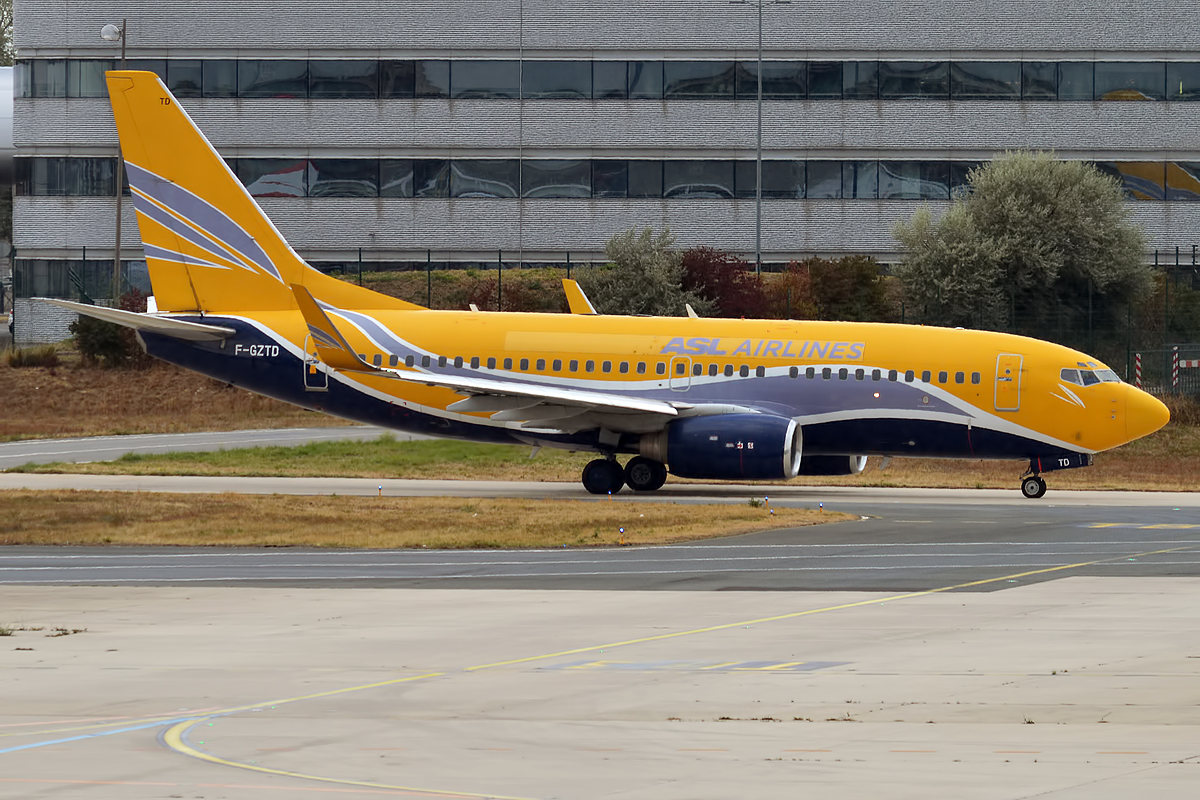
ASL航空フランスのボーイング737-700

2017年8月現在のASL航空フランスの保有機材は以下の通りである。
| 機体                    | 保有数 | 注文中 | 座席定員 | 備考                         |
| ----------------------- | ------ | ------ | -------- | ---------------------------- |
| ボーイング737-300QC     | 3機    | —      | 147人    |                              |
| ボーイング737-700       | 5機    | —      | 148人    |                              |
| ボーイング737-700       | 1機    | —      | 148人    | エア・トランザットへリース中 |
| ASL航空フランスの貨物機 |        |        |          |                              |
| ボーイング737-300F      | 2機    | —      | 貨物     |                              |
| ボーイング737-400F      | 4機    | —      | 貨物     |                              |
| 合計                    | 15機   | —      |          |                              |